# 第21回インド国際映画祭
第21回インド国際映画祭（だい21かいインドこくさいえいがさい、21st International Film Festival of India）は、1990年1月10日から同月20日まで西ベンガル州カルカッタ（現コルカタ）で開催された。1988年8月の情報・放送省による決定で、コンペティション部門は非開催となっている。また、インド国際映画祭と交互に開催していた非コンペティブ映画祭「Filmotsav」も「インド国際映画祭」の名称で開催するという決定がされたことを受け、この年の名称は「第21回インド国際映画祭」となり、これ以降の映画祭の名称は第21回を基準にしている。

## 非コンペティション部門
- 世界の映画部門
- インド・パノラマ部門（長編映画）
- インド・パノラマ部門（非長編映画）
- インド・パノラマ部門（メインストリーム映画）